# Lev Borisovič Kamenjev
Lev Borisovič Kamenjev (rusko Лев Борисович Каменев; pravo ime Rosenfeld (rusko Розенфельд)), ruski boljševik in politik, * 18. julij (6. julij, ruski koledar), 1883, Moskva, Rusija, † 25. avgust 1936, Moskva.
Kamenjev je deloval z Leninom v emigraciji in se z njim vrnil. Med letoma 1919 in 1925 je bil član politbiroja KPR(B) in KPSZ(b). 
Leta 1927 so ga izključili iz komunistične partije, leta 1935 so ga obsodili na 10 let zapora, nato pa so ga leta 1936 na drugem procesu obsodili na smrt.
Leta 1988 so ga rehabilitirali.